# The Voice Kids (1.ª edição portuguesa)
A primeira edição do The Voice Kids de Portugal é um programa da RTP1 que estreou no dia 28 de setembro de 2014, com os mentores Raquel Tavares, Anselmo Ralph e Daniela Mercury. Os concorrentes têm idades compreendidas entre os 7 e 14 anos. O programa é apresentado por Mariana Monteiro e Vasco Palmeirim.

## Equipas
Vencedor/a
     Segundo Lugar
     Eliminado/a na Final
     Eliminado/a nas Galas
     Eliminado/a nas Batalhas
| Mentores          | Concorrentes        | Concorrentes      | Concorrentes     | Concorrentes      | Concorrentes      | Concorrentes |
| ----------------- | ------------------- | ----------------- | ---------------- | ----------------- | ----------------- | ------------ |
| Raquel Tavares    |                     |                   |                  |                   |                   |              |
| Filipa Ferreira   | Salomé Silveira     | Ana Rita Coelho   | José Moreira     | Alicia Correia    | Carlos Pinheiro   |              |
| Inês Salgado      | Andreia Santos      | Carolina Mendes   | Ana M. Rodrigues | Francisca Martins | Lúcia Mosca       |              |
| Carolina Macieira | Bárbara Pina        | João Pinto        | Mariana Aragão   | Mariana Oliveira  | Ariana Abreu      |              |
| Anselmo Ralph     |                     |                   |                  |                   |                   |              |
| Carolina Leite    | Pedro Goulão        | Carolina Martins  | Marta Costa      | Bárbara Bandeira  | João Pereira      |              |
| Matilde Leite     | Isabel Schmidt      | Gonçalo Mendes    | Tiago Barbosa    | Bruna Rita        | Kevin Mariz       |              |
| Sara Vieira       | Marco Olival        | Sofia Maldonado   | Luana Velasques  | Benvinda de Jesus | Inês Durão        |              |
| Daniela Mercury   |                     |                   |                  |                   |                   |              |
| Diogo Garcia      | Bruna Guerreiro     | Ana Silva         | Juliana Ignácio  | Sara Monteiro     | João P. Gonçalves |              |
| Joana Pereira     | Tatiana de Oliveira | Íris da Silva     | Mariana Cardoso  | Lara Escoval      | Carina Rodrigues  |              |
| Diogo Santos      | João Prior          | Carolina Cardetas | Maria Marques    | Sara Filipe       | Inês Araújo       |              |

## Provas Cegas
Legenda:

### 1.º Episódio (28 de setembro)
| Ordem | Concorrente          | Idade | Canção                     | Escolha dos mentores e dos concorrentes | Escolha dos mentores e dos concorrentes | Escolha dos mentores e dos concorrentes | Escolha dos mentores e dos concorrentes |
| Ordem | Concorrente          | Idade | Canção                     | Raquel                                  | Anselmo                                 | Daniela                                 |                                         |
| ----- | -------------------- | ----- | -------------------------- | --------------------------------------- | --------------------------------------- | --------------------------------------- | --------------------------------------- |
| 1     | Salomé Silveira      | 14    | "Non, je ne regrette rien" | ✔                                       | ✔                                       | ✔                                       |                                         |
| 2     | Filipa Ferreira      | 8     | "Chamar a Música"          | ✔                                       | ✔                                       | ✔                                       |                                         |
| 3     | Benvinda de Jesus    | 13    | "Royals"                   | ✔                                       | ✔                                       | ✔                                       |                                         |
| 4     | Diogo Garcia         | 14    | "I Won't Give Up"          | ✔                                       | ✔                                       | ✔                                       |                                         |
| 5     | Valéria Dias         | 13    | "Valerie"                  | —                                       | —                                       | —                                       |                                         |
| 6     | Kevin Mariz          | 13    | "Granada"                  | ✔                                       | ✔                                       | —                                       |                                         |
| 7     | Mariana Leal         | 8     | "Show das Poderosas"       | —                                       | —                                       | —                                       |                                         |
| 8     | Maria Marques        | 14    | "Sweater Weather"          | —                                       | ✔                                       | ✔                                       |                                         |
| 9     | João Pereira         | 13    | "Highway to Hell"          | ✔                                       | ✔                                       | ✔                                       |                                         |
| 10    | Mariana Oliveira     | 14    | "Hallelujah"               | ✔                                       | ✔                                       | ✔                                       |                                         |
| 11    | João Pedro Gonçalves | 9     | "Lusitana Paixão"          | ✔                                       | —                                       | ✔                                       |                                         |
| 12    | Carolina Leite       | 12    | "Angel"                    | ✔                                       | ✔                                       | ✔                                       |                                         |

### 2.º Episódio (5 de outubro)
| Ordem | Concorrente         | Idade | Canção                 | Escolha dos mentores e dos concorrentes | Escolha dos mentores e dos concorrentes | Escolha dos mentores e dos concorrentes | Escolha dos mentores e dos concorrentes |
| Ordem | Concorrente         | Idade | Canção                 | Raquel                                  | Anselmo                                 | Daniela                                 |                                         |
| ----- | ------------------- | ----- | ---------------------- | --------------------------------------- | --------------------------------------- | --------------------------------------- | --------------------------------------- |
| 1     | José Moreira        | 9     | "All of Me"            | ✔                                       | ✔                                       | ✔                                       |                                         |
| 2     | Marta Costa         | 14    | "One and Only"         | ✔                                       | ✔                                       | ✔                                       |                                         |
| 3     | Luana Velasques     | 8     | "Toca"                 | —                                       | ✔                                       | —                                       |                                         |
| 4     | Cláudio Santos      | 14    | "Tudo o que eu te dou" | —                                       | —                                       | —                                       |                                         |
| 5     | Gonçalo Mendes      | 13    | "I'm Yours"            | ✔                                       | ✔                                       | —                                       |                                         |
| 6     | Carina Rodrigues    | 13    | "Diamonds"             | ✔                                       | ✔                                       | ✔                                       |                                         |
| 7     | Mariana Fertuzinhos | 10    | "Le Sens de la Vie"    | —                                       | —                                       | —                                       |                                         |
| 8     | Isabel Schmidt      | 12    | "Over the Rainbow"     | —                                       | ✔                                       | —                                       |                                         |
| 9     | Ariana Abreu        | 13    | "Stay with Me"         | ✔                                       | ✔                                       | —                                       |                                         |
| 10    | João Silva          | —     | "Baby One More Time"   | —                                       | —                                       | —                                       |                                         |
| 11    | Ana Silva           | 13    | "Ave Maria"            | ✔                                       | ✔                                       | ✔                                       |                                         |
| 12    | Pedro Goulão        | 12    | "Chuva"                | ✔                                       | ✔                                       | ✔                                       |                                         |
| 13    | Bárbara Bandeira    | 13    | "One Night Only"       | ✔                                       | ✔                                       | ✔                                       |                                         |

### 3.º Episódio (12 de outubro)
| Ordem | Concorrente         | Idade | Canção                            | Escolha dos mentores e dos concorrentes | Escolha dos mentores e dos concorrentes | Escolha dos mentores e dos concorrentes | Escolha dos mentores e dos concorrentes |
| Ordem | Concorrente         | Idade | Canção                            | Raquel                                  | Anselmo                                 | Daniela                                 |                                         |
| ----- | ------------------- | ----- | --------------------------------- | --------------------------------------- | --------------------------------------- | --------------------------------------- | --------------------------------------- |
| 1     | Alicia Correia      | 13    | "If I Ain't Got You"              | ✔                                       | ✔                                       | ✔                                       |                                         |
| 2     | Marco Olival        | 14    | "When I Was Your Man"             | ✔                                       | ✔                                       | ✔                                       |                                         |
| 3     | Ana Camacho         | —     | "Dream a Little Dream of Me"      | —                                       | —                                       | —                                       |                                         |
| 4     | Francisca Martins   | 13    | "Rosa Sangue"                     | ✔                                       | ✔                                       | ✔                                       |                                         |
| 5     | Matilde Leite       | 10    | "All I Want for Christmas Is You" | ✔                                       | ✔                                       | ✔                                       |                                         |
| 6     | Mariana Cardoso     | 11    | "Cinderela"                       | —                                       | —                                       | ✔                                       |                                         |
| 7     | Beatriz Leonardo    | 13    | "Torn"                            | —                                       | —                                       | —                                       |                                         |
| 8     | Carlos Pinheiro     | 14    | "E Depois do Adeus"               | ✔                                       | ✔                                       | ✔                                       |                                         |
| 9     | Laura Haceatrean    | 13    | "Titanium"                        | —                                       | —                                       | —                                       |                                         |
| 10    | Ricardo Boavida     | —     | "We Found Love"                   | —                                       | —                                       | —                                       |                                         |
| 11    | Juliana Ignácio     | 14    | "If I Were a Boy"                 | ✔                                       | —                                       | ✔                                       |                                         |
| 12    | Tatiana de Oliveira | 13    | "I Will Always Love You"          | —                                       | —                                       | ✔                                       |                                         |
| 13    | Bruna Guerreiro     | 12    | "Desfado"                         | ✔                                       | ✔                                       | ✔                                       |                                         |
| 14    | Beatriz Monteiro    | —     | "One Night Only"                  | —                                       | —                                       | —                                       |                                         |

### 4.º Episódio (19 de outubro)
| Ordem | Concorrente             | Idade | Canção                      | Escolha dos mentores e dos concorrentes | Escolha dos mentores e dos concorrentes | Escolha dos mentores e dos concorrentes | Escolha dos mentores e dos concorrentes |
| Ordem | Concorrente             | Idade | Canção                      | Raquel                                  | Anselmo                                 | Daniela                                 |                                         |
| ----- | ----------------------- | ----- | --------------------------- | --------------------------------------- | --------------------------------------- | --------------------------------------- | --------------------------------------- |
| 1     | Ana Margarida Rodrigues | 14    | "A Lenda da Fonte"          | ✔                                       | ✔                                       | —                                       |                                         |
| 2     | Lara Pinto              | —     | "Everytime We Touch"        | —                                       | —                                       | —                                       |                                         |
| 3     | João Prior              | 13    | "Non, je ne regrette rien"  | —                                       | —                                       | ✔                                       |                                         |
| 4     | Joana Pereira           | 13    | "Royals"                    | —                                       | —                                       | ✔                                       |                                         |
| 5     | Íris da Silva           | 10    | "Eu Não Sei Quem Te Perdeu" | —                                       | —                                       | ✔                                       |                                         |
| 6     | Miguel Neto             | 10    | "As Baleias"                | —                                       | —                                       | —                                       |                                         |
| 7     | Sofia Maldonado         | 8     | "Não é Verdade"             | —                                       | ✔                                       | —                                       |                                         |
| 8     | Tiago Barbosa           | 13    | "Treasure"                  | ✔                                       | ✔                                       | —                                       |                                         |
| 9     | Alexandre Martins       | 12    | "Fix You"                   | —                                       | —                                       | —                                       |                                         |
| 10    | Bia Dias                | 13    | "A Máquina (Acordou)"       | —                                       | —                                       | —                                       |                                         |
| 11    | Bruna Rita              | 13    | "Ó Gente da Minha Terra"    | ✔                                       | ✔                                       | ✔                                       |                                         |
| 12    | Sara Monteiro           | 10    | "Roar"                      | —                                       | —                                       | ✔                                       |                                         |
| 13    | Carolina Martins        | 12    | "Cupido"                    | ✔                                       | ✔                                       | —                                       |                                         |

### 5.º Episódio (26 de outubro)
| Ordem | Concorrente       | Idade | Canção                  | Escolha dos mentores e dos concorrentes | Escolha dos mentores e dos concorrentes | Escolha dos mentores e dos concorrentes | Escolha dos mentores e dos concorrentes |
| Ordem | Concorrente       | Idade | Canção                  | Raquel                                  | Anselmo                                 | Daniela                                 |                                         |
| ----- | ----------------- | ----- | ----------------------- | --------------------------------------- | --------------------------------------- | --------------------------------------- | --------------------------------------- |
| 1     | Inês Salgado      | 14    | "Hurt"                  | ✔                                       | —                                       | ✔                                       |                                         |
| 2     | Mariana Aragão    | 14    | "Price Tag"             | ✔                                       | —                                       | —                                       |                                         |
| 3     | Ana Rita Vale     | —     | "Beautiful"             | —                                       | —                                       | —                                       |                                         |
| 4     | João Pinto        | 13    | "Jar of Hearts"         | ✔                                       | —                                       | ✔                                       |                                         |
| 5     | Lara Escoval      | 12    | "A Minha Música"        | —                                       | —                                       | ✔                                       |                                         |
| 6     | Rita Filipe       | —     | "Sopro do Coração"      | —                                       | —                                       | —                                       |                                         |
| 7     | Inês Durão        | 14    | "Frágil"                | —                                       | ✔                                       | —                                       |                                         |
| 8     | Maria Xavier      | —     | "Feeling Good"          | —                                       | —                                       | —                                       |                                         |
| 9     | Diogo Santos      | 11    | "A Noite"               | —                                       | —                                       | ✔                                       |                                         |
| 10    | Carolina Macieira | 11    | "Todas as Ruas do Amor" | ✔                                       | —                                       | —                                       |                                         |
| 11    | Mariana Cunha     | 8     | "Longe do Mundo"        | —                                       | —                                       | —                                       |                                         |
| 12    | Sara Filipe       | 12    | "Rosa Branca"           | —                                       | —                                       | ✔                                       |                                         |
| 13    | Ana Rita Coelho   | 14    | "A Moment Like This"    | ✔                                       | ✔                                       | ✔                                       |                                         |

### 6.º Episódio (2 de novembro)
| Ordem | Concorrente       | Idade | Canção                         | Escolha dos mentores e dos concorrentes | Escolha dos mentores e dos concorrentes | Escolha dos mentores e dos concorrentes | Escolha dos mentores e dos concorrentes |
| Ordem | Concorrente       | Idade | Canção                         | Raquel                                  | Anselmo                                 | Daniela                                 |                                         |
| ----- | ----------------- | ----- | ------------------------------ | --------------------------------------- | --------------------------------------- | --------------------------------------- | --------------------------------------- |
| 1     | Mara Alves        | 12    | "Don't Stop Believin'"         | —                                       | —                                       | —                                       |                                         |
| 2     | Andreia Santos    | 13    | "Something's Got a Hold on Me" | ✔                                       | ✔                                       | —                                       |                                         |
| 3     | Inês Araújo       | 11    | "Rosa Branca"                  | ✔                                       | —                                       | ✔                                       |                                         |
| 4     | Alice Mota        | —     | "Loucos de Lisboa"             | —                                       | —                                       | —                                       |                                         |
| 5     | Sara Vieira       | 13    | "All of Me"                    | ✔                                       | ✔                                       | ✔                                       |                                         |
| 6     | Lúcia Mosca       | 13    | "Killing Me Softly"            | ✔                                       | Equipa cheia                            | —                                       |                                         |
| 7     | Margarida Sousa   | 10    | "Os Embeiçados"                | —                                       | Equipa cheia                            | —                                       |                                         |
| 8     | Bárbara Pina      | 13    | "Hallelujah"                   | ✔                                       | Equipa cheia                            | —                                       |                                         |
| 9     | André Augusto     | —     | "Anda Comigo Ver os Aviões"    | —                                       | Equipa cheia                            | —                                       |                                         |
| 10    | Carolina Mendes   | 14    | "Tudo Isto é Fado"             | ✔                                       | Equipa cheia                            | —                                       |                                         |
| 11    | Maria Prata       | —     | "Over the Rainbow"             | Equipa cheia                            | Equipa cheia                            | —                                       |                                         |
| 12    | Carolina Cardetas | 13    | "Roar"                         | Equipa cheia                            | Equipa cheia                            | ✔                                       |                                         |

## As Batalhas
Os Mentores tiveram a oportunidade de chamar ajudantes para os ensaios das Batalhas, de forma a que as crianças tenham mais apoio e conselhos. Os ajudantes foram: Aurea para a Equipa Raquel, Rui Drumond para a Equipa Anselmo, e Mónica Ferraz para a Equipa Daniela.
Legenda:

### 7.º Episódio (9 de novembro)
| Ordem | Mentor          | Vencedor        | Canção             | Vencidos          | Vencidos         |
| ----- | --------------- | --------------- | ------------------ | ----------------- | ---------------- |
| 1     | Raquel Tavares  | Salomé Silveira | "Halo"             | Ariana Abreu      | Mariana Oliveira |
| 2     | Anselmo Ralph   | João Pereira    | "Happy"            | Benvinda de Jesus | Inês Durão       |
| 3     | Daniela Mercury | Bruna Guerreiro | "Canção do Mar"    | Inês Araújo       | Sara Filipe      |
| 4     | Raquel Tavares  | José Moreira    | "We Found Love"    | João Pinto        | Mariana Aragão   |
| 5     | Anselmo Ralph   | Pedro Goulão    | "O Tempo Não Pára" | Luana Velasques   | Sofia Maldonado  |
| 6     | Daniela Mercury | Diogo Garcia    | "Wake Me Up"       | Carolina Cardetas | Maria Marques    |

### 8.º Episódio (16 de novembro)
| Ordem | Mentor          | Vencedor             | Canção                  | Vencidos          | Vencidos          |
| ----- | --------------- | -------------------- | ----------------------- | ----------------- | ----------------- |
| 1     | Anselmo Ralph   | Marta Costa          | "Say Something"         | Marco Olival      | Sara Vieira       |
| 2     | Raquel Tavares  | Filipa Ferreira      | "Balada do Desajeitado" | Bárbara Pina      | Carolina Macieira |
| 3     | Daniela Mercury | João Pedro Gonçalves | "A Única Mulher"        | Diogo Santos      | João Prior        |
| 4     | Raquel Tavares  | Alicia Correia       | "Just Give Me a Reason" | Francisca Martins | Lúcia Mosca       |
| 5     | Anselmo Ralph   | Bárbara Bandeira     | "Busy (for me)"         | Bruna Rita        | Kevin Mariz       |
| 6     | Daniela Mercury | Juliana Ignácio      | "When You Believe"      | Carina Rodrigues  | Lara Escoval      |

### 9.º Episódio (23 de novembro)
| Ordem | Mentor          | Vencedor         | Canção                          | Vencidos                | Vencidos            |
| ----- | --------------- | ---------------- | ------------------------------- | ----------------------- | ------------------- |
| 1     | Daniela Mercury | Ana Silva        | "Let It Go"                     | Íris da Silva           | Mariana Cardoso     |
| 2     | Raquel Tavares  | Carlos Pinheiro  | "Senhora do Mar (Negras Águas)" | Ana Margarida Rodrigues | Carolina Mendes     |
| 3     | Anselmo Ralph   | Carolina Martins | "Dia D"                         | Gonçalo Mendes          | Tiago Barbosa       |
| 4     | Raquel Tavares  | Ana Rita Coelho  | "Wrecking Ball"                 | Andreia Santos          | Inês Salgado        |
| 5     | Anselmo Ralph   | Carolina Leite   | "Imagine"                       | Isabel Schmidt          | Matilde Leite       |
| 6     | Daniela Mercury | Sara Monteiro    | "Empire State of Mind, Pt. II"  | Joana Pereira           | Tatiana de Oliveira |

## Galas ao vivo

### Legenda
Informação dos concorrentes
| Artista da Equipa Raquel | Artista da Equipa Anselmo | Artista da Equipa Daniela |

Detalhes dos resultados
| Vencedor Segundo Lugar Artista avançou para a Ronda 2 da Final | Artista foi eliminado(a) na Ronda 1 da Final Artista avançou para a Final Artista não avançou para a Final |

### Resultados e atuações
| Concorrente | Concorrente       | Semifinais           | Final                 | Final                       |                       |
| Concorrente | Concorrente       | Semifinais           | Ronda 1               | Ronda 2                     |                       |
| ----------- | ----------------- | -------------------- | --------------------- | --------------------------- | --------------------- |
|             | Diogo Garcia      | "Against All Odds"   | "You Are Not Alone"   | "I Won't Give Up"           |                       |
|             | Carolina Leite    | "Rosa Sangue"        | "Rolling in the Deep" | "Angel"                     |                       |
|             | Filipa Ferreira   | "You Raise Me Up"    | "Já Passou"           | "Chamar a Música"           |                       |
|             | Bruna Guerreiro   | "Foi Deus"           | "Há Dias Assim"       | Eliminados (Final, Ronda 1) |                       |
|             | Pedro Goulão      | "Eu Sei"             | "A Máquina"           | Eliminados (Final, Ronda 1) |                       |
|             | Salomé Silveira   | "I Dreamed a Dream"  | "The Story"           | Eliminados (Final, Ronda 1) |                       |
|             | Ana Rita Coelho   | "One Moment in Time" | Eliminados (2.ª Gala) | Eliminados (2.ª Gala)       |                       |
|             | Ana Silva         | "Let It Be"          | Eliminados (2.ª Gala) | Eliminados (2.ª Gala)       |                       |
|             | Carolina Martins  | "Classic"            | Eliminados (2.ª Gala) | Eliminados (2.ª Gala)       |                       |
|             | José Moreira      | "Impossible"         | Eliminados (2.ª Gala) | Eliminados (2.ª Gala)       |                       |
|             | Juliana Ignácio   | "Listen"             | Eliminados (2.ª Gala) | Eliminados (2.ª Gala)       |                       |
|             | Marta Costa       | "I Have Nothing"     | Eliminados (2.ª Gala) | Eliminados (2.ª Gala)       |                       |
|             | Alicia Correia    | "Hallelujah"         | Eliminados (1.ª Gala) | Eliminados (1.ª Gala)       | Eliminados (1.ª Gala) |
|             | Bárbara Bandeira  | "Skyscraper"         | Eliminados (1.ª Gala) | Eliminados (1.ª Gala)       | Eliminados (1.ª Gala) |
|             | Carlos Pinheiro   | "Cavaleiro Andante"  | Eliminados (1.ª Gala) | Eliminados (1.ª Gala)       | Eliminados (1.ª Gala) |
|             | João P. Gonçalves | "Chuva"              | Eliminados (1.ª Gala) | Eliminados (1.ª Gala)       | Eliminados (1.ª Gala) |
|             | João Pereira      | "It's My Life"       | Eliminados (1.ª Gala) | Eliminados (1.ª Gala)       | Eliminados (1.ª Gala) |
|             | Sara Monteiro     | "Unconditionally"    | Eliminados (1.ª Gala) | Eliminados (1.ª Gala)       | Eliminados (1.ª Gala) |

### Resultados por equipas
| Concorrente | Concorrente       | Semifinais | Semifinais | Final     | Final     |
| Concorrente | Concorrente       | Semifinais | Semifinais | Ronda 1   | Ronda 2   |
| ----------- | ----------------- | ---------- | ---------- | --------- | --------- |
|             | Filipa Ferreira   | Salva      |            | Salva     | 2.º Lugar |
|             | Salomé Silveira   |            | Salva      | Eliminada |           |
|             | Ana Rita Coelho   |            | Eliminada  |           |           |
|             | José Moreira      |            | Eliminado  |           |           |
|             | Alicia Correia    | Eliminada  |            |           |           |
|             | Carlos Pinheiro   | Eliminado  |            |           |           |
|             |                   |            |            |           |           |
|             | Carolina Leite    | Salva      |            | Salva     | 2.º Lugar |
|             | Pedro Goulão      |            | Salvo      | Eliminado |           |
|             | Carolina Martins  |            | Eliminada  |           |           |
|             | Marta Costa       |            | Eliminada  |           |           |
|             | Bárbara Bandeira  | Eliminada  |            |           |           |
|             | João Pereira      | Eliminado  |            |           |           |
|             |                   |            |            |           |           |
|             | Diogo Garcia      | Salvo      |            | Salvo     | Vencedor  |
|             | Bruna Guerreiro   |            | Salva      | Eliminada |           |
|             | Ana Silva         |            | Eliminada  |           |           |
|             | Juliana Ignácio   |            | Eliminada  |           |           |
|             | João P. Gonçalves | Eliminado  |            |           |           |
|             | Sara Monteiro     | Eliminada  |            |           |           |

### Convidados Especiais

#### 1.ª Gala
| Artista(s)                                                    | Canção                   |
| ------------------------------------------------------------- | ------------------------ |
| Like Us, Carolina Leite, João Pereira, Bárbara Bandeira       | Medley                   |
| Amor Electro                                                  | "Mar Salgado"            |
| Amor Electro, Alicia, Filipa, Carlos                          | "Só é Fogo se Queimar"   |
| Mickael Carreira                                              | "Tudo o que Tu Quiseres" |
| Mickael Carreira, Diogo Garcia, Sara Monteiro, João Gonçalves | "Bailando"               |

#### 2.ª Gala
Para além dos convidados especiais, os finalistas atuaram em conjunto a música "A Vida Faz-me Bem", dos Anjos.
| Artista(s)                           | Canção                       |
| ------------------------------------ | ---------------------------- |
| Rui Drumond, Salomé, José, Ana Rita  | "I Want You Back", Jackson 5 |
| Mónica Ferraz, Ana, Bruna, Juliana   | "Let Me Be"                  |
| Luísa Sobral, Pedro, Carolina, Marta | "João"                       |

#### 3.ª Gala
Para além dos convidados especiais, os finalistas atuaram em conjunto a música "A Minha Música", de José Cid.
| Artista(s)                                       | Canção                              |
| ------------------------------------------------ | ----------------------------------- |
| Anselmo Ralph, Carolina Leite e Pedro Goulão     | "Não Me Toca"                       |
| Raquel Tavares, Salomé Silveira, Filipa Ferreira | "Foi Deus", Amália Rodrigues        |
| Daniela Mercury, Bruna Guerreiro, Diogo Garcia   | "À Primeira Vista", Daniela Mercury |

## Audiências
Legenda:
     — Audiência mais elevada da temporada
     — Audiência mais baixa da temporada
| Episódio | Episódio          | Transmissão original   | Horário        | Espetadores (em milhões) | Share | Posição (Dia) | Rating |
| -------- | ----------------- | ---------------------- | -------------- | ------------------------ | ----- | ------------- | ------ |
| 1        | "Provas Cegas"    | 28 de Setembro de 2014 | Domingo 21:00h | 1 016 500                | 20,9% | #4            | 10,7%  |
| 2        | "Provas Cegas"    | 05 de Outubro de 2014  | Domingo 21:00h | 1 007 000                | 21,6% | #3            | 10,6%  |
| 3        | "Provas Cegas"    | 12 de Outubro de 2014  | Domingo 21:00h | 1 102 000                | 22,9% | #3            | 11,6%  |
| 4        | "Provas Cegas"    | 19 de Outubro de 2014  | Domingo 21:00h | 1 064 000                | 22,5% | #3            | 11,2%  |
| 5        | "Provas Cegas"    | 26 de Outubro de 2014  | Domingo 21:00h | 959 500                  | 21,2% | #3            | 10,1%  |
| 6        | "Provas Cegas"    | 02 de Novembro de 2014 | Domingo 21:00h | 988 000                  | 21,0% | #3            | 10,4%  |
| 7        | "As Batalhas"     | 09 de Novembro de 2014 | Domingo 21:00h | 988 000                  | 21,7% | #3            | 10,4%  |
| 8        | "As Batalhas"     | 16 de Novembro de 2014 | Domingo 21:00h | 1 064 000                | 22,6% | #3            | 11,2%  |
| 9        | "As Batalhas"     | 23 de Novembro de 2014 | Domingo 21:00h | 959 500                  | 19,8% | #5            | 10.1%  |
| 10       | "Galas em direto" | 30 de Novembro de 2014 | Domingo 21:00h | 826 500                  | 17,4% | #6            | 8,7%   |
| 11       | "Galas em direto" | 07 de Dezembro de 2014 | Domingo 21:00h | 760 000                  | 17,1% | #7            | 8,0%   |
| 12       | "Galas em direto" | 14 de Dezembro de 2014 | Domingo 21:00h | 836 000                  | 19,0% | #6            | 8,8%   |